# Comuna Toplița, Bolgrad
Toplița (în ucraineană Теплиця, transliterat: Teplîțea) este o comună în raionul Bolgrad, regiunea Odesa, Ucraina, formată din satele Ferșampenuazul Mare și Teplîțea (reședința).

## Demografie
Componența lingvistică a comunei Toplița
     Rusă (56,61%)
     Ucraineană (19,76%)
     Bulgară (14,26%)
     Română (3,49%)
     Alte limbi (0,04%)
Conform recensământului din 2001, majoritatea populației comunei Toplița era vorbitoare de rusă (56,61%), existând în minoritate și vorbitori de ucraineană (19,76%), bulgară (14,26%), găgăuză (5,79%) și română (3,49%).